# Dissay
Pour la commune de la Sarthe, voir Dissay-sous-Courcillon.
Dissay est une commune du Centre-Ouest de la France, située dans le département de la Vienne en région Nouvelle-Aquitaine.
Ses habitants sont appelés les Disséennes et Disséens.

## Géographie

### Climat
Pour des articles plus généraux, voir Climat de la Nouvelle-Aquitaine et Climat de la Vienne.
Historiquement, la commune est exposée à un climat océanique du nord-ouest.  
En 2020, Météo-France publie une typologie des climats de la France métropolitaine dans laquelle la commune est exposée à un climat océanique altéré et est dans la région climatique  Poitou-Charentes, caractérisée par un bon ensoleillement, particulièrement en été et des vents modérés.
Pour la période 1971-2000, la température annuelle moyenne est de 11,9 °C, avec une amplitude thermique annuelle de 15,2 °C. Le cumul annuel moyen de précipitations est de 688 mm, avec 10,7 jours de précipitations en janvier et 6,5 jours en juillet. Pour la période 1991-2020, la température moyenne annuelle observée sur la station météorologique la plus proche, située sur la commune de Neuville-de-Poitou à 14,34 km à vol d'oiseau, est de 12,5 °C et le cumul annuel moyen de précipitations est de 704,6 mm,. Pour l'avenir, les paramètres climatiques de la commune estimés pour 2050 selon différents scénarios d’émission de gaz à effet de serre sont consultables sur un site dédié publié par Météo-France en novembre 2022.

### Communes limitrophes
|                | Beaumont-Saint-Cyr             |                  |
| Jaunay-Marigny | Dissay                         |                  |
|                | Saint-Georges-lès-Baillargeaux | Bonneuil-Matours |

## Urbanisme

### Typologie
Au 1er janvier 2024, Dissay est catégorisée bourg rural, selon la nouvelle grille communale de densité à sept niveaux définie par l'Insee en 2022.
Elle est située hors unité urbaine. Par ailleurs la commune fait partie de l'aire d'attraction de Poitiers, dont elle est une commune de la couronne,. Cette aire, qui regroupe 97 communes, est catégorisée dans les aires de 200 000 à moins de 700 000 habitants,.

### Occupation des sols
L'occupation des sols de la commune, telle qu'elle ressort de la base de données européenne d’occupation biophysique des sols Corine Land Cover (CLC), est marquée par l'importance des territoires agricoles (51,3 % en 2018), en diminution par rapport à 1990 (53,5 %). La répartition détaillée en 2018 est la suivante : 
forêts (33,5 %), terres arables (30,6 %), zones agricoles hétérogènes (13,2 %), zones urbanisées (11 %), prairies (3,9 %), cultures permanentes (3,6 %), zones industrielles ou commerciales et réseaux de communication (1,7 %), espaces verts artificialisés, non agricoles (1,3 %), eaux continentales (1,2 %). L'évolution de l’occupation des sols de la commune et de ses infrastructures peut être observée sur les différentes représentations cartographiques du territoire : la carte de Cassini (XVIIIe siècle), la carte d'état-major (1820-1866) et les cartes ou photos aériennes de l'IGN pour la période actuelle (1950 à aujourd'hui).

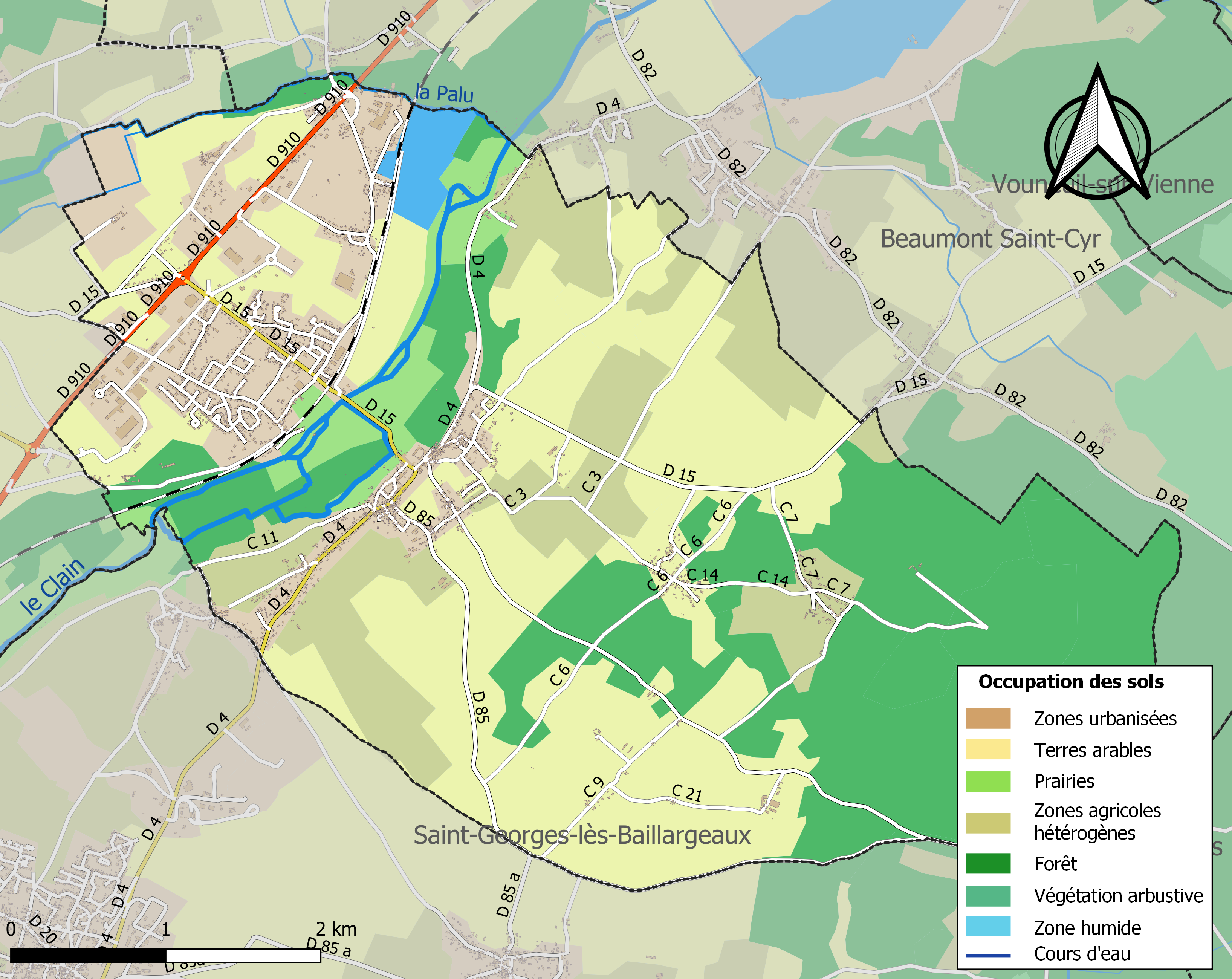
Carte des infrastructures et de l'occupation des sols de la commune en 2018 (CLC).

### Risques majeurs
Le territoire de la commune de Dissay est vulnérable à différents aléas naturels : météorologiques (tempête, orage, neige, grand froid, canicule ou sécheresse), inondations, feux de forêts, mouvements de terrains et séisme (sismicité modérée). Il est également exposé à un risque technologique,  le transport de matières dangereuses. Un site publié par le BRGM permet d'évaluer simplement et rapidement les risques d'un bien localisé soit par son adresse soit par le numéro de sa parcelle.

#### Risques naturels
La commune fait partie du territoire à risques importants d'inondation (TRI) de Châtellerault, regroupant 17 communes concernées par un risque de débordement de la Vienne et du Clain. Les événements antérieurs à 2014 les plus significatifs pour la Vienne sont les crues de février 1698 (1 670 m3/s à Châtellerault), de juillet 1792 (1 520 m3/s), de mars 1913 (1 500 m3/s), de décembre 1944 (1 510 m3/s) et de janvier 1962 (1 500 m3/s). Les crues historiques du Clain sont celles de 1873 (330 m3/s à Poitiers) et de décembre 1982 (330 m3/s). Des cartes des surfaces inondables ont été établies pour trois scénarios : fréquent (crue de temps de retour de 10 ans à 30 ans), moyen (temps de retour de 100 ans à 300 ans) et extrême (temps de retour de l'ordre de 1 000 ans, qui met en défaut tout système de protection),. La commune a été reconnue en état de catastrophe naturelle au titre des dommages causés par les inondations et coulées de boue survenues en 1982, 1983, 1993, 1995, 1999 et 2010,. Le risque inondation a vocation à être pris en compte dans l'aménagement du territoire de la commune par le biais du projet plan de prévention des risques (PPR) inondation (PPRI) « Clain aval section Dissay / Beaumont Saint-Cyr », prescrit le 19 juillet 2018, dont le périmètre regroupe 2 communes.
Dissay est exposée au risque de feu de forêt. En 2014, le deuxième plan départemental de protection des forêts contre les incendies (PDPFCI) a été adopté pour la période 2015-2024. Les obligations légales de débroussaillement dans le département sont définies dans un arrêté préfectoral du 29 mai 2015,, celles relatives à l'emploi du feu et au brûlage des déchets verts le sont dans un arrêté permanent du 24 mai 2015,.

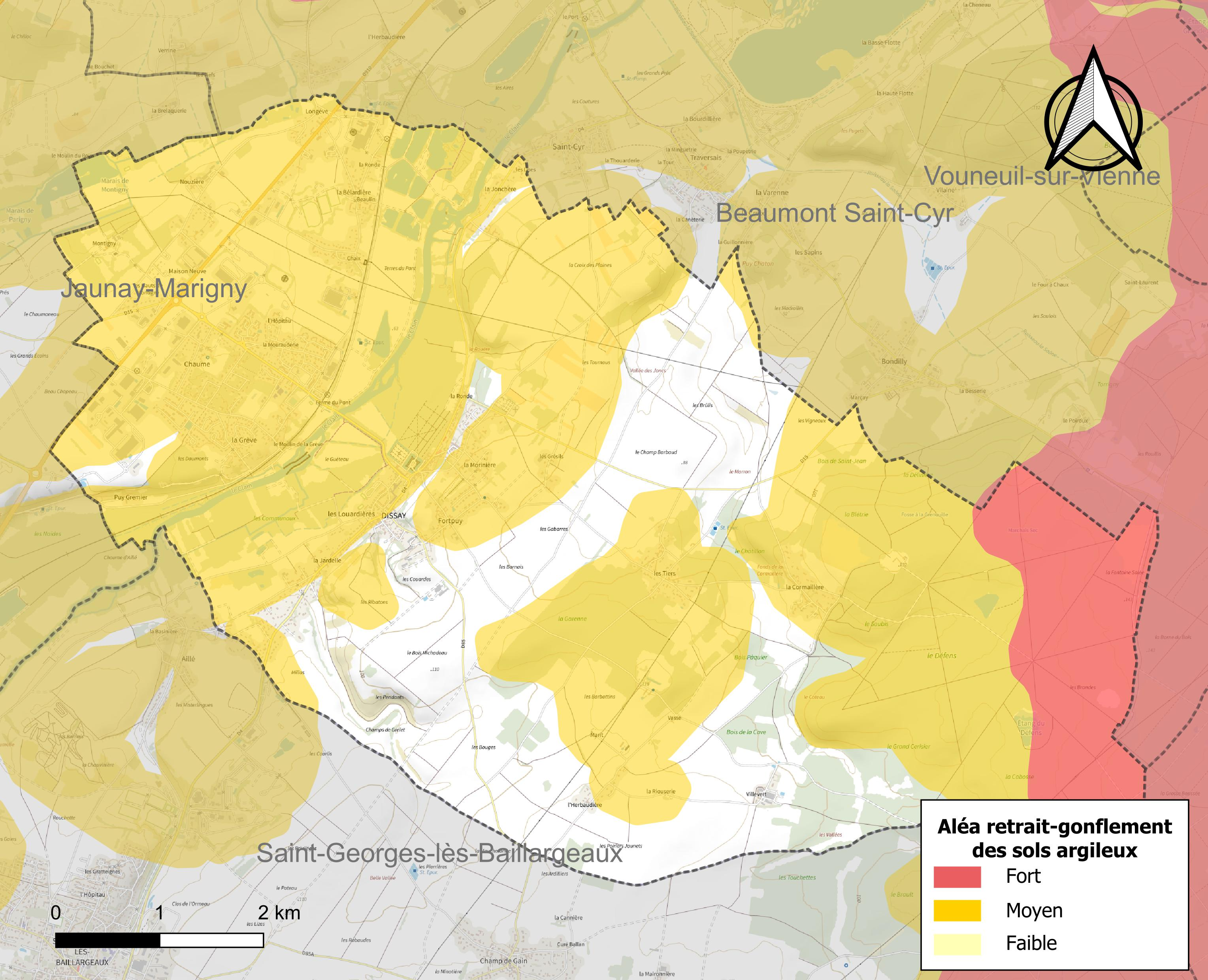
Carte des zones d'aléa retrait-gonflement des sols argileux de Dissay.

Les mouvements de terrains susceptibles de se produire sur la commune sont des affaissements et effondrements liés aux cavités souterraines (hors mines) et des tassements différentiels. Afin de mieux appréhender le risque d’affaissement de terrain, un inventaire national permet de localiser les éventuelles cavités souterraines sur la commune. Le retrait-gonflement des sols argileux est susceptible d'engendrer des dommages importants aux bâtiments en cas d’alternance de périodes de sécheresse et de pluie. 73,7 % de la superficie communale est en aléa moyen ou fort (79,5 % au niveau départemental et 48,5 % au niveau national). Depuis le 1er octobre 2020, en application de la loi ÉLAN, différentes contraintes s'imposent aux vendeurs, maîtres d'ouvrages ou constructeurs de biens situés dans une zone classée en aléa moyen ou fort,.
La commune a été reconnue en état de catastrophe naturelle au titre des dommages causés par la sécheresse en 1989, 2003, 2011 et 2017 et par des mouvements de terrain en 1999 et 2010.

## Histoire
L’occupation humaine sur le territoire de Dissay est très ancienne puisqu'en 1998, une tombe, unique en Poitou-Charentes, et datant de 4 300 ans av. J.-C. y a été mise à jour pendant l’été.
À l’époque gallo-romaine, des habitations se développent le long de la voie romaine qui relie Saintes à Tours en passant par Poitiers. Sur le territoire de Dissay, cet ancien axe existe encore sous la forme d’un chemin en ligne droite. La tradition disséenne le nomme toujours « la voie romaine ».
C’est de l’an 673 que date le premier écrit où Dissay est cité. Il s’agit de la charte de Saint-Bercaire (charta sancti Berchatii). Bien que cela ne soit qu’une hypothèse,
« in villa Diséio supra fluvium Crete » pourrait désigner Dissay puisque d’autres toponymes voisins y sont cités. Dans son Dictionnaire topographique de la Vienne, Louis Rédet, premier archiviste de la Vienne, énonce comme probable cette hypothèse.
La châtellenie de Dissay appartient, depuis au moins la première moitié du XIIIe siècle, aux évêques de Poitiers. Vers 1240, elle fait partie de la juridiction et du domaine temporel de Poitiers. Les seigneuries du Deffends et de Marit relèvent de la Tour de Maubergeon, tandis qu’une partie de la paroisse, sur la rive gauche du Clain, dépend de la châtellenie de Jaulnay. Le village, sur une des routes de Compostelle est décrit dans le « Liber de miraculis Sancti Jacobi » conservé aux archives de la cathédrale de Compostelle.
Le château, qui ne devait être alors qu’une bâtisse en bois au sommet d’une motte, est transformé par Hugues de Combarel qui obtient de Charles VII l’autorisation de « fortifier son hostel » le 11 janvier 1434 (v. s.). C’est son successeur, Pierre d’Amboise qui fait reconstruire le château de 1484 à 1493, reproduisant l'entrée de celui de Chaumont, où il est né. L’église de Dissay a été également construite au XVe siècle par le même Pierre d’Amboise.
La population de Dissay est composée au XVIIIe s. de 200 feux (foyer au sens fiscal). Les trois quarts sont des paysans : journaliers et laboureurs à parts égales. Les rôles de taille et procès-verbaux d’assemblées de paroisse font apparaître une population moins nombreuse que les paysans mais très présente dans la vie disséenne : les artisans et les marchands. En 1789, Dissay compte huit maçons, quatre sabotiers, un tonnelier, un cordonnier, trois boulangers, cinq maréchaux, un meunier, un charpentier, un tailleur de pierre, un blanchisseur, deux sergiers et un menuisier. Il n’y a qu’un marchand.
On dénombre 257 feux au recensement de 1790 (1 003 habitants).
Comme le reste de la France, accueille favorablement les avancées de la Révolution française. Elle plante ainsi son arbre de la liberté, symbole de la Révolution, le 14 juillet 1790, le jour anniversaire de la prise de la Bastille. Mais choisi trop gros, il ne tarde pas à mourir desséché. Elle est une des premières communes à le faire. Il devient le lieu de ralliement de toutes les fêtes et des principaux événements révolutionnaires, comme les victoires des armées républicaines ou les autres fêtes révolutionnaires.
La population passe à 1 192 habitants en 1836 et baisse lentement durant le XIXe siècle, puisqu'elle est de 1 129 habitants en 1901. 
Elle remonte après la Seconde Guerre mondiale avec le développement industriel et artisanale de la commune en bordure de la Nationale 10 et en direction du village de Longève dans les années 60 et 70. Le dernier recensement de 2015 a dénombré 3 218 Disséennes et Disséens. La commune s'étend sur 23,71 km2.

## Politique et administration

### Instances judiciaires et administratives
La commune relève du tribunal d'instance de Poitiers, du tribunal de grande instance de Poitiers, de la cour d'appel Poitiers, du tribunal pour enfants de Poitiers, du conseil de prud'hommes de Poitiers, du tribunal de commerce de Poitiers, du tribunal administratif de Poitiers et de la cour administrative d'appel de Bordeaux, du tribunal des pensions de Poitiers, du tribunal des affaires de la Sécurité sociale de la Vienne, de la cour d’assises de la Vienne.

### Services publics
Les réformes successives de la Poste ont conduit à la fermeture de nombreux bureaux de poste ou à leur transformation en simple relais. Toutefois, la commune a pu maintenir le sien.

### Jumelages
- Vila Nova da Barquinha (Portugal)
- Madone (Italie) (Italie)

### Politique environnementale
Dans son palmarès 2024, le Conseil national de villes et villages fleuris de France a attribué une fleur à la commune.

## Démographie
L'évolution du nombre d'habitants est connue à travers les recensements de la population effectués dans la commune depuis 1793. Pour les communes de moins de 10 000 habitants, une enquête de recensement portant sur toute la population est réalisée tous les cinq ans, les populations de référence des années intermédiaires étant quant à elles estimées par interpolation ou extrapolation. Pour la commune, le premier recensement exhaustif entrant dans le cadre du nouveau dispositif a été réalisé en 2007.

En 2022, la commune comptait 3 143 habitants, en évolution de −2,57 % par rapport à 2016 (Vienne : +0,6 %, France hors Mayotte : +2,11 %).
| 1793  | 1800  | 1806 | 1821  | 1831  | 1836  | 1841  | 1846  | 1851  |
| ----- | ----- | ---- | ----- | ----- | ----- | ----- | ----- | ----- |
| 1 032 | 1 106 | 888  | 1 105 | 1 156 | 1 192 | 1 170 | 1 260 | 1 068 |

| 1856  | 1861  | 1866  | 1872  | 1876  | 1881  | 1886  | 1891  | 1896  |
| ----- | ----- | ----- | ----- | ----- | ----- | ----- | ----- | ----- |
| 1 073 | 1 065 | 1 064 | 1 112 | 1 217 | 1 231 | 1 274 | 1 125 | 1 129 |

| 1901  | 1906  | 1911  | 1921  | 1926  | 1931 | 1936 | 1946  | 1954  |
| ----- | ----- | ----- | ----- | ----- | ---- | ---- | ----- | ----- |
| 1 119 | 1 169 | 1 041 | 1 025 | 1 024 | 966  | 925  | 1 018 | 1 097 |

| 1962  | 1968  | 1975  | 1982  | 1990  | 1999  | 2006  | 2007  | 2012  |
| ----- | ----- | ----- | ----- | ----- | ----- | ----- | ----- | ----- |
| 1 309 | 1 436 | 1 745 | 2 464 | 2 498 | 2 634 | 2 875 | 2 912 | 3 143 |

| 2017  | 2022  | - | - | - | - | - | - | - |
| ----- | ----- | - | - | - | - | - | - | - |
| 3 233 | 3 143 | - | - | - | - | - | - | - |

En 2008, selon l’Insee, la densité de population de la commune était de 123 hab./km2 contre 61 hab./km2 pour le département de la Vienne, 68 hab./km2 pour la région Poitou-Charentes et 115 hab./km2 pour la France.

## Économie
Dissay bénéficie d’une implantation géographique sur l’axe Poitiers-Châtellerault.

### Agriculture
Selon la direction régionale de l'Alimentation, de l'Agriculture et de la Forêt de Poitou-Charentes, il n'y a plus que 6 exploitations agricoles en 2010 contre 27 en 2000.
Les surfaces agricoles utilisées ont diminué et sont passées de 1 057 hectares en 2000 à 843 hectares en 2010. 47 % sont destinées à la culture des céréales (blé tendre essentiellement mais aussi orges et maïs), 14 % pour les oléagineux (pour moitié du colza et pour une autre moitié, du tournesol) et 32 % pour le fourrage En 2000, 11 hectares (0 en 2010) étaient consacrés à la vigne.
3 exploitations en 2010 comme en 2000 abritent un élevage de bovins (558 têtes en 2010 contre 516 têtes en 2000). Les élevages d'ovins et de volailles ont disparu en 2010 (respectivement : 24 têtes sur 3 fermes en 2000 et 286 têtes sur 12 exploitations).

### Commerce
Plus de 80 commerçants, artisans, entreprises industrielles et de services sont actuellement implantés dans le centre bourg et sur les deux parcs d’activités de la commune.

### Emploi
Sa population active est de 1 506 actifs (taux d’activité : 78,2 %).

## Culture locale et patrimoine

### Lieux et monuments

#### Patrimoine civil

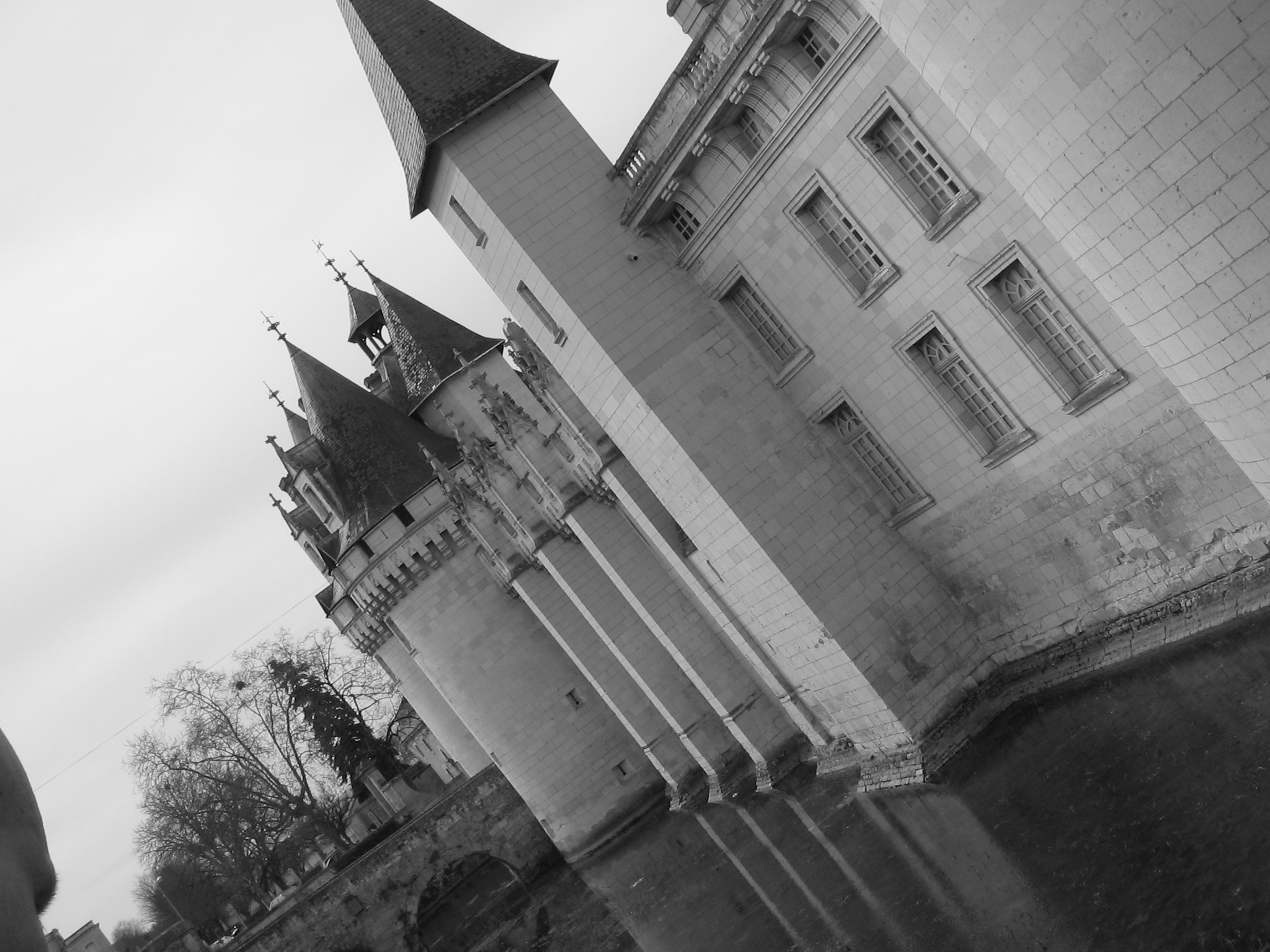
Vue du château de Dissay en noir et blanc (2010).

- Le château de Dissay date du XVe siècle. C’est Pierre d’Amboise, évêque de Poitiers, qui le fit construire. Il servira d’ailleurs de résidence aux évêques jusqu’à la Révolution.

#### Patrimoine religieux
- L'église Saint-Pierre-et-Saint-Paul est inscrite comme monument historique depuis 1926[36]. Elle possède un clocher carré. Elle date du XVe siècle.

#### Patrimoine naturel
- Forêt de Moulière : d'une superficie de 5 000 ha, elle est située au nord-est de Poitiers et couvre neuf communes : Bignoux, Bonneuil-Matours, La Chapelle-Moulière, Liniers, Montamisé, Saint-Cyr, Saint-Georges-lès-Baillargeaux et Vouneuil-sur-Vienne.

### Personnalités liées à la commune
- Pierre d'Amboise (1450-1505), évêque de Poitiers fit construire le château de Dissay.
- Léopold Thézard[37], fils de Jean Thézard, instituteur est né le 22 juin 1840 à Dissay. Il fut conseiller municipal de Poitiers (1881-1888) et maire de cette ville (1893-1895, sénateur de 1891 à 1907). Il fut agrégé de droit et attaché à la faculté de Poitiers, il y devient en 1871 professeur titulaire du code civil et doyen en 1881. Il est l'auteur d'ouvrages juridiques estimés. Il meurt le 13 février 1907 à Poitiers.
- Bastian Barbé : footballeur, magicien, puis livreur à bicyclette. Il développe actuellement un business de livraison à domicile par hélicoptère. Il est l'un des favoris pour les élections cantonales de 2026 (officiellement sans étiquette, mais personne n'est dupe).
- Tony Lainé : psychiatre puis psychanalyste, il devint, à partir de 1971, chef du service de psychiatrie infantile de l’hôpital Barthélemy-Durand à Étampes et de l’Institut médico-pédagogique du Pradon, à Sainte-Geneviève-des-Bois. Spécialiste des problèmes de l’enfance, notamment de l’autisme, il incarna ce qu'on a appelé la psychiatrie alternative. Mais ce sont surtout ses réalisations de films diffusés à la télévision (et les livres qu’il en tira) avec le cinéaste Daniel Karlin qui le firent connaître du grand public. Tony Lainé a vécu à Dissay durant son enfance où sa mère était institutrice. L'école maternelle de Dissay porte désormais son nom.

### Héraldique
| Blason | Blasonnement : Écartelé : au 1) et au 4) palé d’or et de gueules, qui est d'Amboise au 2) d’azur au croissant d’argent accompagné de six croisettes recroisetées au pied fiché du même, trois rangées en chef et trois rangées en pointe, qui est de Bueil au 3) d’azur à la bande d’argent côtoyée de deux double cotices potencées et contre potencées d’or de Champagne; sur le tout d’or au dauphin d’azur crêté, barbé, loré, peautré et oreillé de gueules du Dauphiné ; le tout sommé d’un comble d’azur chargé de l’inscription DISSAY en lettres capitales d’argent. |

### Livres
- Jean-Jacques Coulombeix, L’évolution de la propriété foncière dans la commune de Dissay entre 1812 et 1912, octobre 1962 – Diplôme d’études supérieures
- François Rollo, Étude économique et sociale d’une paroisse rurale. Dissay à la fin du XVIIIe siècle, 1998
- Virginie Lebret, La commune de Dissay pendant la Révolution française. 1999 – mémoire de maîtrise
- François Grossin, Dissay, histoire d’une commune. 2001
- Laurent-François Busseau, Étude sur un ensemble de peinture murale de la fin du XVe siècle : la chapelle oratoire de l'évêque Pierre d'Amboise à Dissay",Université de Montréal, Québec, 2001 (sources ?)